# Ilja Pruss
Ilja Jefimowicz Pruss, Илья Ефимович Прусс (ur. 16 grudnia?/29 grudnia 1903 w Baranowiczach Poleskich, zm. 12 czerwca 1972 w Moskwie) – radziecki generał major wojsk inżynieryjnych (1945), pochodzenia żydowskiego.

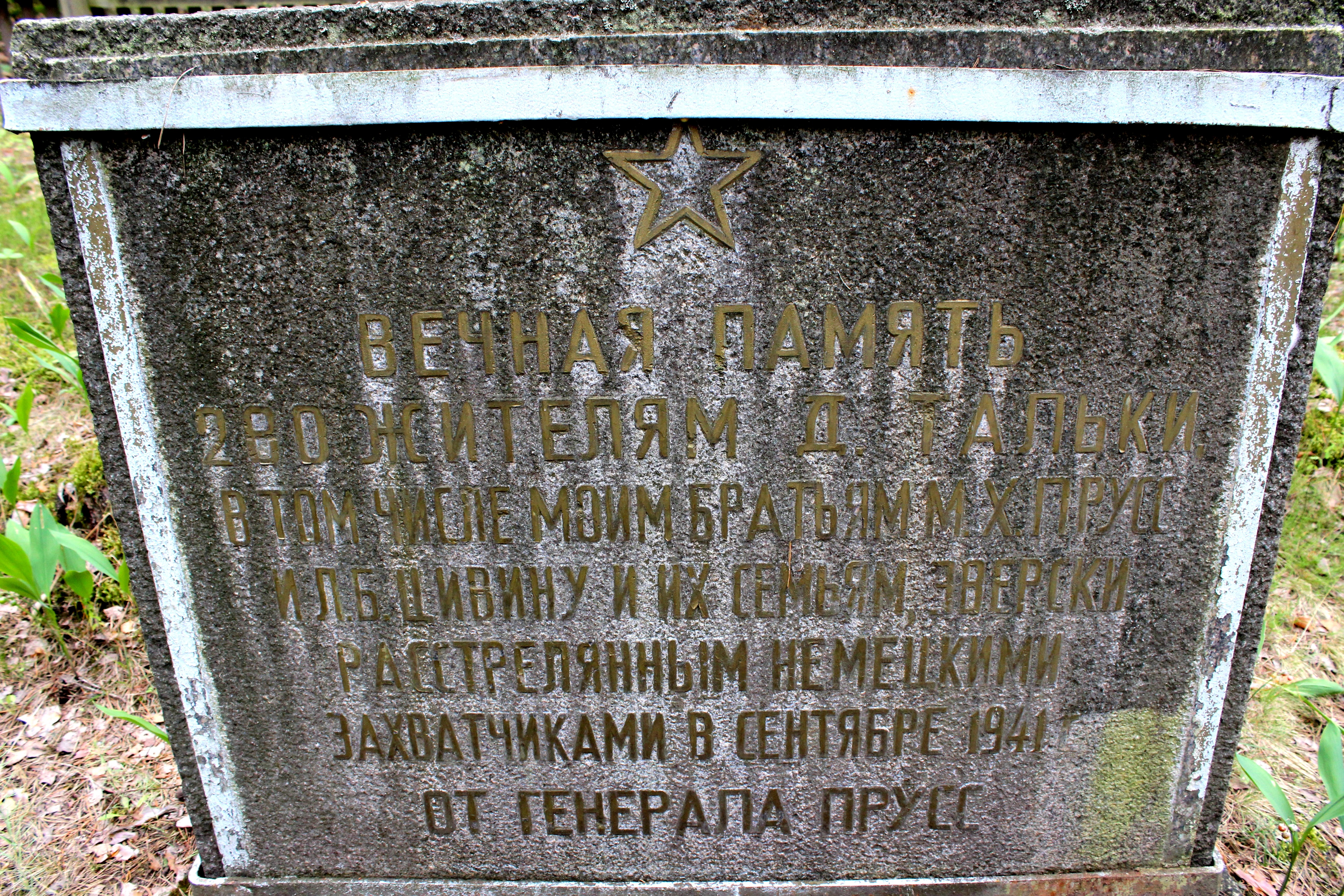
Upamiętnienie ustanowione przez gen. Prussa jego żydowskim krewnym, zamordowanym 22 września 1941 w miejscowości Talka (obecnie rejon puchowicki)

## Życiorys
W styczniu 1918 wstąpił do Czerwonej Gwardii. Ukończył polityczne kursy dywizjonowe w 1921, Wojskową Szkołę Inżynieryjną w Leningradzie w 1928, Wojskową Akademię Inżynieryjną im. Kujbyszewa w 1934. 
Uczestniczył jako czerwonogwardzista, następnie czerwonoarmista w walkach na Froncie Zachodnim (1918–1920).
W okresie międzywojennym był oficerem politycznym pułku strzeleckiego, dowódcą samodzielnej kompanii saperskiej, pełnił szereg funkcji jako specjalista inżynier.
Po napaści Niemiec na ZSRR, od lipca 1941 był szefem 17 Armijnego Zarządu Wojskowego Budownictwa Polowego Frontu Południowo-Zachodniego. W grudniu został przeniesiony na stanowisko zastępcy dowódcy 7 Armii Inżynieryjnej, a w styczniu 1942 dowódcy 5 Armii Inżynieryjnej, która podlegała szefowi wojsk inżynieryjnych Armii Czerwonej i była zaangażowana w budowę Rostowskiego Obwodu Obronnego. 
Od marca 1942 dowodził 7 Armią Inżynieryjną, która budowała rubież obronną w obwodzie woroszyłowgradzkim w oparciu o rzeki Oskoł i Don. Od lipca 1942 był szefem wojsk inżynieryjnych, jednocześnie zastępcą dowódcy 9 Armii Frontu Południowo-Zachodniego, następnie Południowego i Północno-Kaukaskiego. Od sierpnia 1942 był szefem Zarządu Budownictwa Obronnego Rezerwy G`lównego Dowództwa. Od października 1943 był szefem 27 Zarządu Budownictwa Obronnego Rezerwy Głównego Dowództwa. 
Po wojnie nadal pełnił służbę na dotychczasowym stanowisku. Od 1949 był szefem 25 Zarządu Robót Inżynieryjnych Budownictwa Obronnego Wojsk Lądowych. W kwietniu 1950 został mianowany szefem  142 inżynieryjnego odcinka budowlanego. Od lutego 1952 był szefem zarządu budowlanego Nadmorskiego Okręgu Wojskowego, następnie przeniesiony na to samo stanowisko w Dalekowschodnim Okręgu Wojskowym. W październiku 1955 został skierowany na stanowisko szefa 27 zarządu robót inżynieryjnych. Od maja 1958 był szefem zarządu przedsiębiorstw przemysłowych Głównego Zarządu Budownictwa Lotnisk i Budownictwa Specjalnego Ministerstwa Obrony ZSRR. Od 1964 był dowódcą jednostek wojskowych Centralnego Zarządu Budownictwa Specjalnego Ministerstwa Obrony. W czerwcu 1966 został zatwierdzony jako Główny Ekonomista Centralnego Zarządu Budownictwa Specjalnego Ministerstwa Obrony ZSRR. Na emeryturze od 1968 roku.
Zmarł 12 czerwca 1972 w Moskwie, tam też został pochowany. 

## Odznaczenia
- Order Lenina (czterokrotnie)
- Order Czerwonego Sztandaru (czterokrotnie)
- Order Wojny Ojczyźnianej I klasy (dwukrotnie)
- Order Wojny Ojczyźnianej II klasy
- Order Czerwonego Sztandaru Pracy
- Order Czerwonej Gwiazdy
- Medal jubileuszowy „XX lat Robotniczo-Chłopskiej Armii Czerwonej”
- Medal „Za obronę Stalingradu”
- Medal „Za obronę Kaukazu”
- Krzyż Oficerski Orderu Odrodzenia Polski (1946)[1]